# NSIS
NSIS (anglès: Nullsoft Scriptable Install System; en català: Nullsoft Instal·lar el sistema amb scripts) és un programa d'instal·lació i alhora un programa informàtic per crear instal·ladors dels teus programes o fitxers.